# Tom et Jerry Show (série télévisée d'animation, 2014)
Pour les articles homonymes, voir Tom et Jerry (homonymie).
Tom et Jerry Tales Tom et Jerry à New York
Tom et Jerry Show ou Les Aventures de Tom et Jerry au Québec (The Tom and Jerry Show) est une série d'animation américaine en 117 épisodes de 22 minutes (divisés en 325 segments de 7 ou 11 minutes) inspirée de l'œuvre originale créée en 1940 par William Hanna et Joseph Barbera, et produite chez Cartoon Network Studios et diffusée au Canada depuis le 1er mars 2014 sur Teletoon, puis aux États-Unis le 9 avril 2014 sur Cartoon Network. Les effets sonores de la série proviennent d'archives des films d'animation originaux Tom et Jerry des années 1940 et 1950.
En France, la série est diffusée depuis fin septembre 2014 sur Boomerang et sur France 3 dans Quoi de neuf Bunny ?, depuis 2021 sur France 4 dans cette même émission, et au Québec sur Télétoon et sur le réseau TVA.

## Synopsis
Tom le chat cherche à capturer Jerry la souris de plusieurs tentatives. De plus, les humains n'ont pas les visages visibles.

### Segments épisodiques
La série est composée de quatre segments épisodiques (deux en apparaissent à chaque épisode) :
- Le segment où Tom, Spike et Tyke sont domestiqués. Ce segment reprend les principes des cartoons : Tom doit attraper Jerry sans déranger Spike et Tyke. Mais ne réussira pas.
- Le segment où Tom et Jerry sont adoptés par deux sorcières nommées Beatie et Hildie (uniquement dans les deux premières saisons).
- Le segment où Jerry est adopté comme rat de laboratoire avec Napoléon, un autre rat (uniquement dans la première saison).
- Le segment où Tom et Jerry forment le duo de détectives nommé Le Chat et la Souris détectives.
- Le segment où Jerry est un chasseur de monstres.
- Le segment où Jerry, Tuffy et Tom habitent un château aux phénomènes supernaturels.
- Le segment où Tom est garçon de ferme, dérangé par Jerry et un renard (introduit dans la quatrième saison).
- Le segment où Tom et Jerry jouent dans des parodies de contes de fées classiques, racontés par Papa à Rutger, Rolph et Rudy autour d'un feu de camp (introduit dans la cinquième saison).

## Production
En 2013, Cartoon Network annonce une nouvelle série de 52 épisodes de 11 minutes « qui préservera le look de la série, des personnages, et la sensibilité des courts-métrages originaux. »
Intitulé The Tom and Jerry Show, la série est produite par Warner Bros. Animation et Renegade Animation, ce dernier étant sous la supervision de Darrell Van Citters et Ashley Postelwaite. Darrell Van Citters est également réalisateur de la série. La série devait, à l'origine, être diffusée en 2013 sur Cartoon Network, avant qu'elle ne soit repoussée pour le 9 avril 2014. Il s'agit de la seconde série télévisée Tom et Jerry à être produite en ratio 16:9 et la première à être animée sous Adobe Flash. Aux États-Unis, la série est classée TV-PG, une première pour une série Tom et Jerry.
La série a été renouvelée pour une cinquième saison.

## Distribution

### Version originale
- William Hanna (archives sonores, non-crédité) / Rich Danhakl : Tom, Jerry
- Rick Zieff : Spike
- Grey DeLisle : Ginger
- Jason Alexander : Rick (saison 1)
- Stephen Stanton : Rick (saison 2)
- Kath Soucie : Tuffy
- Joey D'Auria : Butch
- Alicyn Packard : Toodles
- Tom Kenny : Détective
- Cree Summer : Beatie
- Rachael MacFarlane : Hildie

### Version française
- Gérard Surugue : Butch
- Michel Vigné : Spike
- Véronique Alycia : Ginger
- Patrick Raynal : Rick
- Colette Venhard : Hildie
- Denis Boileau : le narrateur
- Chantal Macé : Abeille
- Pascal Germain : Petit Couin-Couin, le détective
- Caroline Combes : Tuffy

Version française
- Société de doublage : Dubbing Brothers
- Direction artistique : Danièle Bachelet
- Adaptation des dialogues : Michel Berdah, Anthony Dal Molin
- Mixage : Alexandre Dukan

Source : Générique de fin français

## Épisodes

### Première saison (2014-2015)
1. Le Dressage de Spike / Des sorcières ordonnées (Spike gets Skooled / Cat's Ruffled Fur-niture)
2. Sommeil agité / Tom fait du camping (Sleep Disorder / Tom's In-Tents Adventure)
3. Un anniversaire de rêve / Trop belle pour être honnête (Birthday Bashed / Feline Fatale)
4. Chat qu'un chez soi / Les Fan-Tom (Cat Nippy / Ghosts of a Chance)
5. Un trou de souris pour deux / Une chienne qui a du chien (Holed-Up / One of a Kind)
6. Bobo au ventre / Un temps de chien (Belly Achin' / Dog Daze)
7. Retour aux sources / Jerry le vampire (Birds of a Feather / Vampire Mouse)
8. Entrée par effraction / Franken-Matou (Entering and Breaking / Franken-Kitty)
9. La Maison Hantée / Tom le crédule (Haunted Mouse / Tom Foolery)
10. Une terrible allergie / Une force herculéenne (Here's Lookin' A-Choo, Kid / Superfied)
11. Le Dératiseur / Un amour de crapaud (What a Pain! / Hop to it)
12. Pour l'amour de Roudoudou / Des limiers suspects (For the Love of Ruggles / Sleuth or Consequences)
13. Le dîner est servi / Des émotions en bouteille (Diner is Swerved / Bottled Up Emotions)
14. Une soirée mouvementée / Le Conte de Noël de Tom (Turn About / The Plight Before Christmas)
15. Sacré Tuffy / Pouf ! (Tuffy Love / Poof!)
16. Le Président / Maman chérie (Top Cat / Mummy Dearest)
17. Le Royaume du chat / Séparation moléculaire (Domestic Kingdom / Molecular Break-Up)
18. Un coucou en folie / Animaux interdits (Just Plane Nuts / Pets Not Welcome)
19. Une croisière de rêve / Un voyage tourmenté (Cruisin' for a Bruisin' / Road Trippin')
20. Le Miroir magique / Tom et Jerry tombent sur un os (Magic Mirror / Bone Dry)
21. Le Garde du corps / Le Caneton et le monstre (My Bot-y Guard / Little Quacker and Mister Fuzzy Hide)
22. Le Bon Tuyau / Pas de cerveau, pas de choco (Pipeline / No Brain, no Gain)
23. L'Enlèvement / Le Chat Noir (Cat Napped / Black Cat)
24. Quand la faim vous tenaille / Gravi-Tom (Hunger Strikes / Gravi-Tom)
25. La Fête des fantômes / Le Destructeur d'astéroïdes 9000 (Ghost Party / Cat-Astrophe)
26. Le Rubis maudit / Hallucination fromagère (Curse Case Scenario / Say Cheese)

### Deuxième saison (2016-2017)
1. Spike a la dent dure / La journée photo / Le chant du criquet (Dental Case / Picture Imperfect / One-Way Cricket)
2. Il tombe des cordes / Un grand coup de propre / Le canard maudit (Slinging in the Rain / Squeaky Clean / Tough Luck Duck)
3. Comme un avion... en papier / Des vacances bien méritées / Minou trop chou (The Paper Airplane Chase / Round Tripped / Smitten with the Kitten)
4. Tom le gastronome / Le tonton farceur / La vie de famille (Cheesy Ball Run / Say Uncle / Here Come's the Bribe)
5. La grande aventure de Tuffy / Le bébé dragon de Noël / L’anniversaire de Spike (Tuffy's Big Adventure / Dragon Down the Holidays / Slaphappy Birthday)
6. Tom fait son grand cirque / Chat perdu / La nuit du monstre (Big Top Tom / Reward If Lost[36] / Build a Beast)
7. A bas le merle / De la soupe à la noix / Interdit aux mouches (To Kill A Mockingbird / From Nuts to Soup / No Fly Zone)
8. La chasse au trésor / Le don de trop / Coin-Coin dort à la maison (X Marks the Thumpin' / Charity Case / Duck, Duck, Loose)
9. Les joyeux scouts / L'ombre et la lumière / Baby blues (Dandy Do-Gooders / Shadow Boxin' / Baby Blues)
10. Tous à l'eau / Le facétieux génie / Les puces contre-attaquent (Life's a Beach / Meanie Genie / Flea Bitten)
11. Je m'en vais / L'art du poker / Le hoquet infernal (I Quit / The Art of the Deal / Hiccup and Away)
12. Tom Kung-Fu / La dent dure / Maudit vide-grenier (Tom-Fu / You Can't Handle the Tooth / Pain for Sale)
13. Une souris au manoir / Les jardiniers / Des souris, des souris, des souris (Downton Tabby / Growing Pains / Toodle Boom)
14. Une tornade dans la maison / Le grand amour / L'affaire du siècle (Bringing Down the House / Return to Sender / Jerry Rigged)
15. L'art de la guerre / L'affaire du coussin / Insecurité domestique (The Art of War / Pillow Case / Home Insecurity)
16. Il était une fois 2 chats / Le baume d'invisibilité / Le mariage de Tom (The Tail of Two Kitties / Vanishing Creaming / Unhappily Harried After)
17. L'écharde de la discorde / On vous rappellera / Au tout début (Splinter of Discontent / Forget Me Not / In the Beginning)
18. Le retour de l'oncle Pécos / Ouste les vieilleries / Les mauvais joueurs (Uncle Pecos Rides Again / Out With the Old / Tic Tyke-Do'h)
19. Tom et Jerry tournent en rond / Qui tire les ficelles ? / Embonpoint (Tom and Jerry-Geddon / No Strings Attached / Move It or Lose It)
20. Disparue / La fièvre du chamedi soir / A jeun (Wing Nuts / Cat Dance Fever / Hunger Games)
21. Tom s'arrache les cheveux / Obscure vengeance / Tête de collerette (Hair Today, Gone Tomorrow / Missing in Traction / Funnel Face)
22. Intoxication alimentaire / Chassez le naturel / Le comité international des félins (Dirty Rat / Cat-titude Adjustment / Pinch Hitter)
23. Bagarre au musée / Les chatons voleurs / De la théorie à la pratique (Fight in the Museum / Kitten Grifters / School of Hard Knocks)
24. La potion d'oncle Pecos / Nourriture intellectuelle / Deux chats pour un os (Cat-a-Tonic Mouse / Brain Food / Wish Bone)
25. Une vidéo virale / Le lièvre et la tortue tricheuse / Comme un poisson hors de l'eau (Going Going Gone Viral / The Tortoise Don't Play Fair / Fish Out of Water)
26. L'âme sœur / Un petit coup de froid / Le roman (Cat Match Fever / Cold Snap / Novel Idea)

### Troisième Saison (2017-2018)
1. L'oiseau aux 1001 voix / Le coup de fatigue / Opération fromage (Someone's in the Kitchen with Mynah / When You Leash Expect It / Don't Cut the Cheese)
2. Délices des océans / La partie de Croquet / L'attaque des Drones (Calamari Jerry / Cattyshack / Drone Sweet Drone)
3. Une journée sous hypnose / Plus dure sera la chute ! / On est bien chez soi (Home Away From home / Chew Toy / From Riches to Rags)
4. A la diète / Haute lignée oblige / Une tata en or (Live and Let Diet / A Snootful / Auntine Social)
5. Le blues du printemps / Les cousins / La phobie des concombres (Frown and Country / It's All Relative / Vegged Out)
6. Boulette perd la boule / Tom le renard / Une baignade agitée (Lost Marbles / Faux Hunt / Lame Duck)
7. Le ténor / L'affaire de la diva / Le vampire (Vocal Yokal / It Ain't Over Until the Cat Lady Sings / Vampire State)
8. Le hamster / Le Ball-Trap / Le cœur volé (Hamster Palooza / Tuff Shooting / Stolen Heart)
9. Gestion de la colère / Le concours des majordomes / Rira bien qui rira le dernier (Anger Mismanagemnt / Battle of the Butlers / The Last Laugh)
10. Les œufs frais / Le mouton vorace / Le chat invisible (Eggstra Credit / Kid Stuff / The Invisible Cat)
11. Soirée Halloween / L'attaque des zombies / On est ce qu'on mange (Costume Party Smarty / Catching some Z's / You Are What You Eat)
12. L'ami des aigles / Erreur sur la personne / Tom et Jerry contre Frankenstein (Eagle Eye Jerry / Not my Tyke / A Head for Science)
13. Tout le monde dans la piscine / Sosies et jumeaux / Tom et Jerry contre Mr Hyde (Everyone Into the Pool / Double Dog Trouble / Hyde and Shriek)
14. Triangle amoureux / Chat policier / Jeux d'hiver (Frenemies / Cat Cop / Hockey Jockeys)
15. Tom le bricoleur / Traitement royal / Le monstre du bayou (Dis-Repair Man / The Royal Treatment / The Beast From the Bayou)
16. Le blues de la luciole / Embaumé, c'est pesé / Effluves et conséquences (Lightning Bug Blues / Wrap Star / Perfume Party)
17. La leçon de maintien / Balade en voiture / L'envahisseur (Charm School Dropout / Driven Crazy / Alley Oops !)
18. La souris qui murmurait à l'oreille des chevaux / Le chapeau de magicien / Spider-Matou (Saddle Soreheads / Magic Cat Hat / Tom's Tangled Web)
19. La chasse aux truffes / Coucou le coucou / Tom le jardinier (Truffle Trouble / Cuckoo Clock / Plant food)
20. Un oiseau précieux / La star / Tom et Jerry convoyeurs (Bird Flue / A Star is Forlom / Eggs on a Train)
21. Partie d'échec / Le double maléfique / Les bonnes recettes de Rosemary (Game Changer / Bars and Stripes / Rosemary's Gravy)
22. Enquête au soleil / La sorcière du maquillage / Champion comme son père (Hula Whoops / Kiss and Makeup / No contest)
23. Le combat de boxe / Le potager / De l'autre côté du miroir (Bull Fight / Whack a gopher / Mirror image)
24. En fouillant les poubelles / L'os maudit / Le tableau magique (Fortune Hunters / A Game of Bones / Suitable for framing)
25. Spike amoureux / Les 3 petits diables / Le Comte de Calories (Springtime for Spike / Knight Knight Knight / Calorie Count)
26. Le fan-Tom d'Oompah / Le chatnapan kid / Le groupe de jazz (Phan-Tom of the Oompah / Ballad of the Catnip Kid / All Cat Jazz)

### Quatrième Saison (2019-2020)
1. Jerry le musclé / Tom et sa baballe / La souris de Mars  (Gym Rat / Scrunch Time / Mice from Mars)
2. Le Pigeon Maltais / Le Monstre du Loch Ness / Le loup-garou de Chatsylvanie (The Maltese Pigeon / Loch Ness Mess / Werewolf of Catsylvania)
3. Catsby le magnifique / Retour à l'école / Tom et Jerry contre le yéti (The Great Catsby / A class of their own / Yeti, set, go !)
4. Tom et Jerry contre le pirate / Qui a vu le Blob ? / C'est la fête ! (Ghouls Gold / What About Blob? / Mouse Party)
5. Envoûté / L'Otto Mobile / Ironiquement tendance (Maust / Tom Prix / Hip Replacement)
6. Chat-acombes / La catastrophe / Tom le mal-aimé (Cat-A-Combs / Cat-astrophic Failure / Un-Welcome Home)
7. Un panier de crabes / Chat de conscience / Le mouton disparu (Downtown Crabby / The Devil you know / Counting Sheeps)
8. O vieillesse ennemie / Savon noir et vieille dentelle / Concours de moustaches (The Old Gray Hair / Chutes and Tatters / (Not) Your Father's Mouse-Stache)
9. Anniversaire de mariage / La balle dédicacée / Le Tom géant (Balloonatics / Ball of Fame / Mega-Tom)
10. Le Jabberwock / Le cirque / Tom et Jerry gardes du corps (Jabberwock / A Clown Without Pity / Duck Sitting)
11. Un chien qui n'en fait qu'à ses têtes / La cheminée / Le robot bobo (Three Heads Are Better Than One / Dam Busters / My buddy guard)
12. A vos muscles ! / L'ombre d'un doute / Tom voit grand ! (Hangin' Tough / Shadow of a Doubt / It's the Little Things)
13. Un espion pitoyable / Promenons-nous dans les bois / La balle de feu (Always Say Never Again / Into the Woods / 	Ball of Fire)
14. Une souris volante / Le jeu de l'oie / L'union sacrée (Hot Wings / Wild Goose Chase / Mice Fair Ladies)
15. Un frère envahissant / Tom le garde royal / Qui a enlevé le chien de traîneau ? (Oh, Brother ! / Mind your Royal Manners / Who Sled the Dogs Out ?)
16. La tique attaque ! / L'effet papillon / Le fauteuil (Tick, Tick, Tick, / The Butterfly Effect / Un-Easy Chair)
17. La sieste de Goliath / L'épouvantail / La sourire masquée (Hush Puppy / Something to crow about / The Masked Mice)
18. Jerry et le Farfadet / Le bouquet de l'amour / L'ours domestique (The Wearing of the Green / Flower Power / Polar Excess)
19. Monsieur Long Cils / Jerry le cochon d'Inde / La guerre des beignets (Play Date with Destiny / A Rare Breed / Donut Daze)
20. La passion du Football / Un bon coup de balai / C'est plus fort que Tom (A kick in the tail / Broom for Improvement / Curiosity Thrilled the Cat)
21. Les souris de l'espace / Le chat qui faisait des claquettes / J'ai fait un vœu (Dog Star Spike / Tap Cat / The ol' Switcheroo)
22. Aux Voleurs ! / Le caniche / Le voyage de Tom (All that Glitters / The French Mistake / Tom's Cruise)
23. Un Tom averti en vaut deux / La fête d'anniversaire / La dinde (10 Tom's the Trouble / Party Animals / Turkey Tom)
24. Les Protège-Toutous / Le voleur d'os / Tom : Garçon de ferme (Puppy Guard / Bone of Contention / Farmed and Dangerous)
25. L'affaire des basquettes / Trouble de l'attachement / Un alligator dans le salon (Slam Dunk / Attachment Disorder / See Ya Gator)
26. L'être parfait / Tom au service de sa majesté / La décharge  (How to be a Dog / Tom Saves the Queen / Junkyard Pup)

### Cinquième saison (2021)
1. Un gigantesque problème / L'araignée Gipsy / Bon anniversaire Tom !  (Giant Problems / Eight Legs, No Waiting /  Ape for Tom and Jerry)
2. Farfelue Franky, fast food festin / Le chat des cavernes / Des scouts au Grand Canyon (Hold the Cheese / Cave Cat / Not So Grand Canyon)
3. Les trois petites souris / Le championnat de boxe / Tom Poucenstein (The Three Little Mice / A Kick in the Butler / Tom Thumblestein)
4. Les chaussettes fantômes / Le concours de citrouilles / Activités paranormales (Sock It to Me / Pumpkin Punks / Para-Abnormal Activities)
5. La vie de souris / Une piñata inattendue / C'est pas moi, c'est personne (I Dream of Jerry / Piñata Yadda Yadda / Mr. Nobody)
6. Le big foot / Tom chaperon rouge / Boulette l'intello (Me and My Big Foot / Little Red Katzen Hood / Professor Meathead)
7. La trêve du 1er avril / Le bâton de sourcier / Tom Quichotte (Pranks for Nothing / Dry Hard / Tom Quixote)
8. Le chef de meute / Le charmeur de serpent / L'histoire du lièvretilope (Top Dog / Rikki Tikki Tabby / Day of the Jackalope)
9. L'affaire du diamant / Le chavalier de la table ronde / Tout est beau dans le cochon (Diamonds Are for Never / Camelot Cat / Big Pig)
10. La souris pilote d'avion / Le nain Tracassin / Smocking le pingouin (Millennium Mouse / Grumpelstiltskin / Tuxedo Junction)
11. Guerre de territoires / Le petit nagneau / Tom la bonne pomme (A Treehouse Divided / Crazy for Ewe / Tommy Appleseed)
12. La fourrière en folie / Le déménagement / Lord Spike (Doghouse Rock / Downsizing / Lord Spike)
13. Tom l'invisible / Officier Tyke / Un adorable vilain petit canard (Disappearing Tom / Officer Tyke / The Not So Ugly Duckling)

## Éditions DVD
Les DVD sont tous édités par Warner Home Video.
| Titre français du coffret                                    | Titre original anglais                                     | Langues | Nombre d'épisodes | Notes                                                       |
| ------------------------------------------------------------ | ---------------------------------------------------------- | --- | ----------------- | ----------------------------------------------------------- |
| Tom et Jerry Show : L'intégrale de la saison 1               | N/A.                                                       | Partie 1 : - français - anglais - allemand - castillan Partie 2 : - français - anglais - allemand - castillan - italien | 26                | Compilation des parties 1 et 2. Commercialisé qu'en France. |
| Tom et Jerry Show - Saison 1, partie 1 : Tempête à la maison | The Tom and Jerry Show - Season 1 Part 1 : Frisky Business | - français - anglais - allemand - castillan                                                                             | 13                | Coffret 2 DVD.                                              |
| Tom et Jerry Show - Saison 1, partie 2 : Joyeux désordre     | The Tom and Jerry Show - Season 1 Part 2 : Funny Side Up   | - français - anglais - allemand - castillan - italien                                                                   | 13                | Coffret 2 DVD.                                              |